# John Couch Adams
John Couch Adams [džón káuč êdams], FRS, angleški astronom in matematik, * 5. junij 1819, Laneast pri Launcestonu, grofija Cornwall, Anglija, † 21. januar 1892, Cambridge, grofija Cambridgeshire, Anglija.
Adams je bil profesor astronomije na Univerzi v Cambridgeu. Bil je soodkritelj Neptuna.

## Življenje in delo
Leta 1843, ko je diplomiral v Cambridgeu, se je takoj lotil računov nepravilnosti gibanja Urana. Leta 1844 je od Challisa, profesorja astronomije v Cambridgeu, dobil najnovejše podatke o legi Urana in po 17 mesecih računanja je iz nepravilnosti gibanja Urana septembra 1845 preračunal tir do tedaj nepoznanega planeta, ki je povzročal te nepravilnosti. Njegov rezultat je bila tudi napoved, kje na nebu naj bi bil 1. oktobra 1845. Njegovi rezultati vseeno niso privedli do odkritja nepoznanega planeta, ampak je Neptun odkril Galle v Berlinu 1846 na osnovi preračunov, ki jih je izvršil Le Verrier. Zaradi nesporazuma s kraljevim astronomom Airyjem ni mogel svojih rezultatov tako hitro preveriti in je po njegovih preračunih prvi opazil Neptun Challis v Cambridgeu. Ker je bil Adams mlad in vase zaprt mladenič, svojih rezultatov ni poslal v objavo Kraljevi astronomski družbi, temveč jih je poslal Challisu. Ta je pismo poslal Airyju skupaj s prošnjo, naj sprejme in se pogovori z mladim astronomom. Adams je odpotoval v Greenwich, da bi se srečal z Airyjem. Prvič ga ni bilo v Greenwichu, drugič pa se je, morda nenamerno, do mladega teoretika vedel dokaj osorno. Adams mu je, razočaran nad srečanjem, pustil kopijo svojih izračunov in se vrnil v Cambridge. Kmalu je od Airyja prejel pismo, v katerem ga je kraljevi astronom spraševal, če njegovi rezultati v enaki meri pojasnjujejo tako odstopanja v oddaljenosti Urana kot tudi odstopanja v njegovi legi na nebu. Adams se je, zbegan zaradi Airyjeve brezbrižnosti, na katero je naletelo njegovo neprecenljivo delo, odločil, da na pismo ne bo odgovoril. Nekaj mesecev preden je Adams končal s svojimi računi je Arago, predstojnik pariškega observatorija, predlagal svojemu sodelavcu Le Verrierju, da razišče možnost obstoja neznanega planeta, ki bi povzročal motnje v gibanju Urana, ki jih je raziskoval tudi Bessel. Le Verrier se je dela lotil na povsem drugačen način kot Adams. Že novembra 1845 je objavil članek, ki je govoril o tem, da niti Jupiter niti Saturn ne moreta povzročati razlik v gibanju Urana, kar je s točnim računom pokazal Bessel. Junija 1846, ko je vmes vneto računal, je objavil izračunano lego novega planeta. Airy se je na Le Verrierjev članek odzval podobno kot pri Adamsu. Tudi njega je v pismu spraševal, če njegova teorija pojasni tako odstopanja v oddaljenosti od Sonca kot odstopanja v legi na nebu. Le Verrier je takoj odgovoril, da njegova teorija pojasni obe odstopanji in istočasno prosil Airyja, če bi lahko v Greenwichu začeli iskati nov planet. Pariški observatorij je bil takrat slabše opremljen, astronomi pa so se bolj kot s praktičnim delom ukvarjali s teoretičnimi izračuni. Najboljši daljnogled v Angliji je bil v Cambridgeu. To je bil 300 mm refraktor. Načrte zanj, tako za optiko kot za ostale dele, je v celoti izdelal Airy in tudi dejavno sodeloval pri gradnji, ko je bil tam še profesor astronomije. Zato je za iskanje prosil Challisa, ta pa se je dela lotil površno in planeta ni odkril. Opazoval je štiri noči in si narisal lego vseh teles na področju, ki ga je v svojem pismu označil Le Verrier. Nato je na hitro pregledal 39 teles na risbah iz prve in iz zadnje noči. Ker nobeno od njih ni spremenilo lege, je pregledovanje opustil in se lotil drugega dela. Ko Le Verrier iz Anglije predolgo ni dobil nikakšrnega odgovora, je pisal v Berlin in prosil Gallea, če lahko on poišče novi planet. Galle je od predstojnika observatorija Enckeja dobil dovoljenje za začetek iskanja in že prvo noč 23. septembra 1846 je s pomočnikom d'Arrestom po komaj uri iskanja našel zvezdo, ki je ni bilo na njihovi zvezdni karti. »Zvezda« se je nahajala samo 52" od mesta, ki ga je izračunal Le Verrier in je v naslednjih urah spremenila svojo lego med zvezdami. To je bil novi planet. Galle je takoj naslednji dan pisal Le Verrierju in pariški in berlinski observatorij sta slavila veliko zmago. Kasneje so seveda ugotovili, da so bili tudi Adamsovi računi pravilni, in danes se šteje oba, Le Verrierja in Adamasa, za odkritelja Neptuna. Lahko se predstavlja, kakšen škandal je nastal v Angliji, ko se je razvedelo, kakšno priložnost sta zapravila Airy in Challis. V zgodovini astronomije bi lahko bilo zapisano: sedmi planet je odkril angleški astronom Challis po izračunih mladega angleškega astronoma Adamsa z daljnogledom, ki ga je skonstruiral angleški kraljevi astronom Airy, vendar je splet okoliščin narekoval drugačno zgodbo.

## Priznanja

### Nagrade
Leta 1848 je Adams za svoje znanstvene dosežke prejel Copleyjevo medaljo Kraljeve družbe iz Londona.
Kraljeva astronomska družba (RAS) mu je leta 1866 podelila zlato medaljo.

### Poimenovanja
Po njem, Charlesu Hitchcocku Adamsu in Walterju Sydneyju Adamsu se imenuje udarni krater Adams na Luni.
Prav tako se po njem imenuje asteroid glavnega asteroidnega pasu 1996 Adams.
Po njem se imenuje Adamsova nagrada, ki jo podeljujeta Fakulteta za matematiko Univerze v Cambridgeu in Kolidž svetega Janeza od leta 1850.